# Іглиця саргасова
Іглиця саргасова (Syngnathus pelagicus) — вид морських іглиць, що зустрічається в західній Атлантиці: Штат Мен (США), Бермуди і північ Мексиканської затоки, на південь до Аргентини. Також Нова Шотландія, Антильські острови, Карибське море від Юкатану до Колумбії. Морський субтропічний вид, що сягає 18.1 см довжиною. Мешкає серед заростей водорості Sargassum.